# Gonzalo Montero Viveros
Gonzalo Andrés Montero Viveros (9 de febrero de 1983) es un ingeniero y político chileno.
Ha desarrollado distintas funciones públicas de gran relevancia en la región del Maule y actualmente es Consejero Regional por la provincia de Talca , siendo el consejero mas votado en la capital regional del Maule.

## Vida personal
Es hijo de Julio Montero, exfuncionario de la PDI y de Eliana Viveros, enfermera de profesión. Su educación básica la desarrolló entre Santiago, Isla de Pacua y La Serena, para luego la enseñanza media llevarla a cabo entre Ovalle y la ciudad de Linares.
Estudió un año Ingeniería Civil Industrial en la Universidad de La Frontera en la ciudad de Temuco carrera que postergó en post de estudiar Ingeniería Comercial en la Universidad de Talca de la cual se tituló el año 2009. Durante su período universitario realizó una pasantía estudiantil en la HES School of Economics and Businness en la Ciudad de Ámsterdam, Holanda. El año 2015, fue becado por la Fundación para el análisis y los estudio sociales (FAES)(España) como parte del programa jóvenes líderes iberoamericanos, el cual se desarrolló en los países de Bélgica y España.

## Familia
Es el segundo de 5 hermanos, cónyuge de Constanza con quien ha construido una familia de 5 hijos

## Trayectoria pública
Gonzalo ha cumplido funciones públicas en distintas reparticiones públicas en la región del Maule, dentro de las más destacadas son que se ha desempeñado en el ámbito municipal como Director Comunal de Salud en la comuna de Maule y Talca, además de director de desarrollo comunitario en la Ilustre municipalidad de Talca.
En ámbitos de Gobierno ha cumplido funciones en la región del Maule como Director Regional del instituto Nacional de la Juventud, Gobernador de la Provincia de Talca  y de Secretario Regional Ministerial de vivienda y urbanismo.
Elegido por orden de precedencia en la terna por protocolo fue designado gobernador subrogante de Cauquenes desde el 22 de junio del 2018 hasta el 3 de julio de 2018, siendo sucedido por el titular por Francisco José Ruiz Muñoz.
Fue Delegado Presidencial Provincial Subrogante en la provincia de Curicó, desde el 17 de septiembre del 2021 hasta el 5 de octubre del 2021, fecha en que asume el cargo en forma de titular Leopoldo Ibáñez Benavides.